# Ронко (Бергамо)
Ронко је насеље у Италији у округу Бергамо, региону Ломбардија.
Према процени из 2011. у насељу је живело 71 становника. Насеље се налази на надморској висини од 1077 м.